# ديسك النجوم (مسلسل)
ديسك النجوم، برنامج تلفزيوني انتج وذيع منه إنتاج عرض عام 2012.

## طريقة اللعب
يقوم البرنامج على فكرة مختلفة، باستضافة ضيوف من مختلف المجالات دون وجود مقدم برامج، حيث يتولى المكتب تحديد الأسئلة للضيف، فيحاور الضيف الأول - الضيف الثاني بأسئلة من اختيار المكتب. . وهو من إنتاج شركة (سوني بيكتشرز انترتينمنت) نفس المنتج للمسلسل الأمريكي.